# Adempiere

Adempiere este un proiect bazat pe comunitate care dezvoltă și suportă soluția open source cu același nume, oferind funcționalități Managementul resurselor întreprinderii, Managementul relațiilor cu clienții și Supply Chain Management.
Proiectul ADempiere a fost creat in septembrie 2006, după o lungă dezbatere între ComPiere Inc., dezvoltatorii soluției Compiere™ și comunitatea formată în jurul acelui proiect. Comunitatea era de părere că firma Compiere Inc. pune prea mult accent pe latura open source a proiectului neglijând faptul că proiectul era bazat pe comunitate, și astfel după o discuție  aprinsă aceștia au decis să se desprindă de Compiere™, dând naștere proiectului Adempiere.
Numele proiectului provine din limba italiană și înseamnă 'a îndeplini' cu sensul de „a finaliza, a duce la un bun sfârșit, a executa, a termina, a desăvârși".

## Structura proiectului
Fiind un proiect bazat pe comunitate fiecare membru are dreptul să își exprime opinia și este chiar încurajat să facă acest lucru dar, având membrii în peste 30 de țări răspândite pe șase continente, din motive practice, proiectul este coordonat de Consiliul contribuitorilor. Liderul se nominalizează din acest Consiliu și are rolul de manager de proiect. Rolul consiliului este:
- să susțină deciziile liderului
- să accepte contribuții
- să definească roadmap-ul
- să revizuiască și să aprobe specificații
- să voteze pentru noi funcționalități
- să aprobe schimbările în nucleul proiectului

## Scopul proiectului
Scopul proiectului Adempiere este crearea unei soluții business open source, dezvoltată și susținută de comunitate.
Comuniatea proiectului crede că cea mai bună metodă pentru atingerea acestei ținte este implementarea Bazarului din faimosul articol Catedrala și Bazarul al lui Eric Raymond. și întradevăr, în câteva săptămâni de la lansare, Adempiere se poziționează între primele cinci proiecte de pe SourceForge.net, lucru care confirmă puterea bazarului descris de Raymond.

## Funcționalități
Următoarele subiecte sunt atinse de aplicația Adempiere:
- Planificarea resurselor întreprinderii (ERP)
- Supply Chain Management (SCM)
- Managementul relațiilor cu clienții (CRM)
- Analiza performanței pe plan financiar
- Soluție POS (Point of sale) integrată
- Magazin virtual integrat

## Arhitectura Adempiere
Adempiere a moștenit Dicționarul Activ din proiectul Compiere™.
Arhitectura permite extinderea Dicționarului Activ în cadrul aplicației, care la rândul său permite managementul entităților aplicației și regulile sale de validare, structura ferestrelor și logica de afișare a elementelor din acestea.
Suportul pentru fluxuri de lucru (workflows), bazat pe standardele WfMC (Workflow Management Coalition)] și Object Management Group (OMG), este implementat pentru modelarea diferitelor fluxuri economice din cadrul firmei.
Aceste caracteristici permit adaptarea rapidă a aplicației la nevoile firmei, chiar în timp ce aceasta evoluează.

## Adempiere technology
Adempiere este dezvoltat folosind tehnologia J2EE, mai precis JBoss ca server de aplicație.
La ora actuală, bazele de date suportate sunt Oracle și PostgreSQL, dar oferirea independenței față de baza de date folosită este o prioritate pentru proiect.